# Gottlieb Gerhard Titius

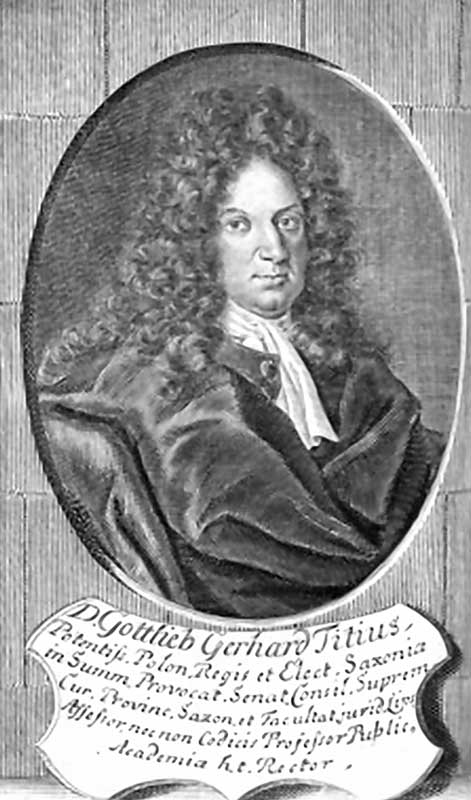
Gottlieb Gerhard Titius

Gottlieb Gerhard Titius (auch: Tietz; * 5. Juni 1661 in Nordhausen; † 10. April 1714 in Leipzig) war ein deutscher Rechtswissenschaftler.

## Leben
Der Sohn des Juristen und gräflich stolbergischen Kanzlers Johann Titius (* 21. März 1615 in Quedlinburg; † 29. Oktober 1678 in Nordhausen) und dessen ersten Frau Maria Euphrosyna geb. Wilde (1628–1664) besuchte die Schule seiner Heimatstadt und setzte ab 1678 seine Ausbildung an der Schule in Aschersleben fort. Ostern 1680 bezog er die Universität Leipzig, wo Gottlob Friedrich Seligmann (1654–1707), Valentin Alberti (1635–1697) und Jacob Thomasius (1622–1684) seine Lehrer waren. Da in Leipzig die Pest ausbrach, wechselte er im September 1680 an die Universität Rostock, wo er sich neben seiner philosophischen Ausbildung auf ein Studium der Rechte konzentrierte.
Dreieinhalb Jahre später kehrte er wieder nach Leipzig zurück, wo er bei Christian Thomasius, Jacob Born (dem Älteren) (1638–1709) Bartholomäus Leonhard Schwendendörffer (1631–1705), August Benedict Carpzov (1644–1708) und Gottfried Nikolaus Ittig (1645–1710) seine juristischen Studien fortsetzte. 1688 promovierte er zum Doktor der Rechte, war als Privatdozent und Autor rechtswissenschaftlicher Schriften tätig. Er hatte in seinen Privatvorlesungen großen Zulauf. Seine Werke, die vor allem auf dem Gebiet der Systematisierung der Rechtswissenschaften hervorragen, waren in jener Zeit nicht unbedeutend. Da er als Vertreter einer humaneren Rechtsprechung am sächsischen Hof jedoch keinen Befürworter finden konnte, harrte er in jener Tätigkeit aus. Erst auf die Intervention von Christian Thomasius setzte sich der sächsische Kabinettsminister Graf Jacob Heinrich von Flemming (1667–1728) dafür ein, dass ihm ein Hochschulamt in Leipzig erteilt wurde.
So wurde er am 25. Februar 1709 Assessor an der juristischen Fakultät und 1710 Professor der Pandekten. Noch im selben Jahr wurde er Professor des Kodex und 1713 Beisitzer des Leipziger Oberhofgerichts. Nachdem er im Wintersemester 1713 zum Rektor der Alma Mater gewählt worden war, starb er in seiner Amtszeit an Überarbeitung. Unter großer Anteilnahme der Leipziger Hochschullehrer und Studenten wurde er in der Leipziger Paulinerkirche beigesetzt.

## Werke (Auswahl)
- Diss. De fictionum Romanarum natura et inconcinnitate. Leipzig 1694
- Diss. De jure metallorum. Leipzig 1695
- Specimen juris publici Rom. Germ. Leipzig 1698
- Das Deutsche Lehnrecht, durch kurze und deutliche Sätze vorgestellt. Leipzig 1699
- Eine Probe des deutschen geistlichen Rechts, zum Gebrauch protestantischer Staaten. Leipzig 1701
- De officio hominis et civis iuxta legem naturalem libri duo. Leipzig 1709; archive.org
- Observationes in Pufendorffii libros II de officiis hominis et civis. Leipzig 1703
- Juris privati Rom Germ. Ex omnibus suis patribus compositi libri XII. Leipzig 1709, 1724

Zu weiteren Werken siehe Jugler und Zedler.